# Кой натопи Заека Роджър
Кой натопи Заека Роджър (на английски: Who Framed Roger Rabbit) е американски игрален и анимационен филм от 1988 г., адаптация на романа на Гари Улф „Who Censored Roger Rabbit?“.

## Актьорски състав
| Актьор         | Роля                                                                            |
| -------------- | ------------------------------------------------------------------------------- |
| Боб Хоскинс    | Еди Валиант                                                                     |
| Кристофър Лойд | Съдия Дуум                                                                      |
| Чарлз Флайшър  | Заекът Роджър (глас)                                                            |
| Катлийн Търнър | Джесика Рабит (глас)                                                            |
| Джоана Касиди  | Долорес                                                                         |
| Алън Тилвърн   | Ар Кей Маруун                                                                   |
| Стъби Кей      | Марвин Акме                                                                     |
| Лу Хърш        | Бебето Хърман (глас)                                                            |
| Ейприл Уинчъл  | Г-жа Хърман (глас) Бебешки звуци                                                |
| Мей Куестел    | Бети Бууп (глас)                                                                |
| Мел Бланк      | Бъгс Бъни (глас) Дафи Дък (глас) Порки Пиг (глас) Туити (глас) Силвестър (глас) |
| Джун Форей     | Уийзи (глас) Лина Хиена (глас)                                                  |
| Джо Аласки     | Фогхорн Легхорн (глас) Йосемити Сам (глас)                                      |
| Уейн Олуайн    | Мики Маус (глас)                                                                |

## Награди и номинации
| Награда                              | Категория                              | Номиниран(и)                         | Резултат  |
| ------------------------------------ | -------------------------------------- | ------------------------------------ | --------- |
| Награди на филмовата академия на САЩ | Най-добри визуални ефекти              | Най-добри визуални ефекти            | награда   |
| Награди на филмовата академия на САЩ | Най-добър звуков монтаж                | Най-добър звуков монтаж              | награда   |
| Награди на филмовата академия на САЩ | Най-добър филмов монтаж                | Най-добър филмов монтаж              | награда   |
| Награди на филмовата академия на САЩ | Най-добра кинематография               | Най-добра кинематография             | номинация |
| Награди на филмовата академия на САЩ | Най-добър звук                         | Най-добър звук                       | номинация |
| Награди на филмовата академия на САЩ | Най-добри декори                       | Най-добри декори                     | номинация |
| Награда на БАФТА                     | Най-добри визуални ефекти              | Най-добри визуални ефекти            | награда   |
| Награда на БАФТА                     | Най-добра кинематография               | Най-добра кинематография             | номинация |
| Награда на БАФТА                     | Най-добри декори                       | Най-добри декори                     | номинация |
| Награда на БАФТА                     | Най-добър филмов монтаж                | Най-добър филмов монтаж              | номинация |
| Награда на БАФТА                     | Най-добър адаптиран сценарий           | Джефри Прайс и Питър Симан           | номинация |
| Златен глобус                        | Най-добър филм - мюзикъл или комедия   | Най-добър филм - мюзикъл или комедия | номинация |
| Златен глобус                        | Най-добър актьор в мюзикъл или комедия | Боб Хоскинс                          | номинация |
| Награда „Хюго“                       | Най-добро сценично представяне         | Най-добро сценично представяне       | награда   |
| Сатурн                               | Най-добър фентъзи филм                 | Най-добър фентъзи филм               | награда   |
| Сатурн                               | Най-добри специални ефекти             | Най-добри специални ефекти           | награда   |
| Сатурн                               | Най-добър режисьор                     | Робърт Земекис                       | награда   |
| Сатурн                               | Най-добър актьор                       | Боб Хоскинс                          | номинация |
| Сатурн                               | Най-добър актьор в поддържаща роля     | Кристофър Лойд                       | номинация |
| Сатурн                               | Най-добра актриса в поддържаща роля    | Джоана Касиди                        | номинация |
| Сатурн                               | Най-добър сценарий                     | Джефри Прайс и Питър Симан           | номинация |
| Сатурн                               | Най-добра музика                       | Алън Силвестри                       | номинация |

## Дублажи

### Александра Аудио(по поръчка на Александра видео) (2000)
| Озвучаващи артисти | Соня Костадинова Светлана Смолева Кирил Бояджиев Георги Калчев |

### bTV(2006)
| Преводач            | Христо Христов                                                                            |
| Тонрежисьор         | Галина Наумова                                                                            |
| Режисьор на дублажа | Красимир Куцупаров                                                                        |
| Озвучаващи артисти  | Даниела Йорданова Лина Шишкова Сава Пиперов Петър Върбанов Цанко Тасев Александър Воронов |

### БНТ(2010)
| Обработка          | Главна редакция „КИНО“                                                       |
| ------------------ | ---------------------------------------------------------------------------- |
| Преводач           | Венета Маринова                                                              |
| Редактор           | Веселина Пършорова                                                           |
| Тонрежисьор        | Елена Симеонова                                                              |
| Озвучаващи артисти | Елена Русалиева Живко Джуранов Николай Николов Георги Стоянов Калин Сърменов |